# Ateliers Germain

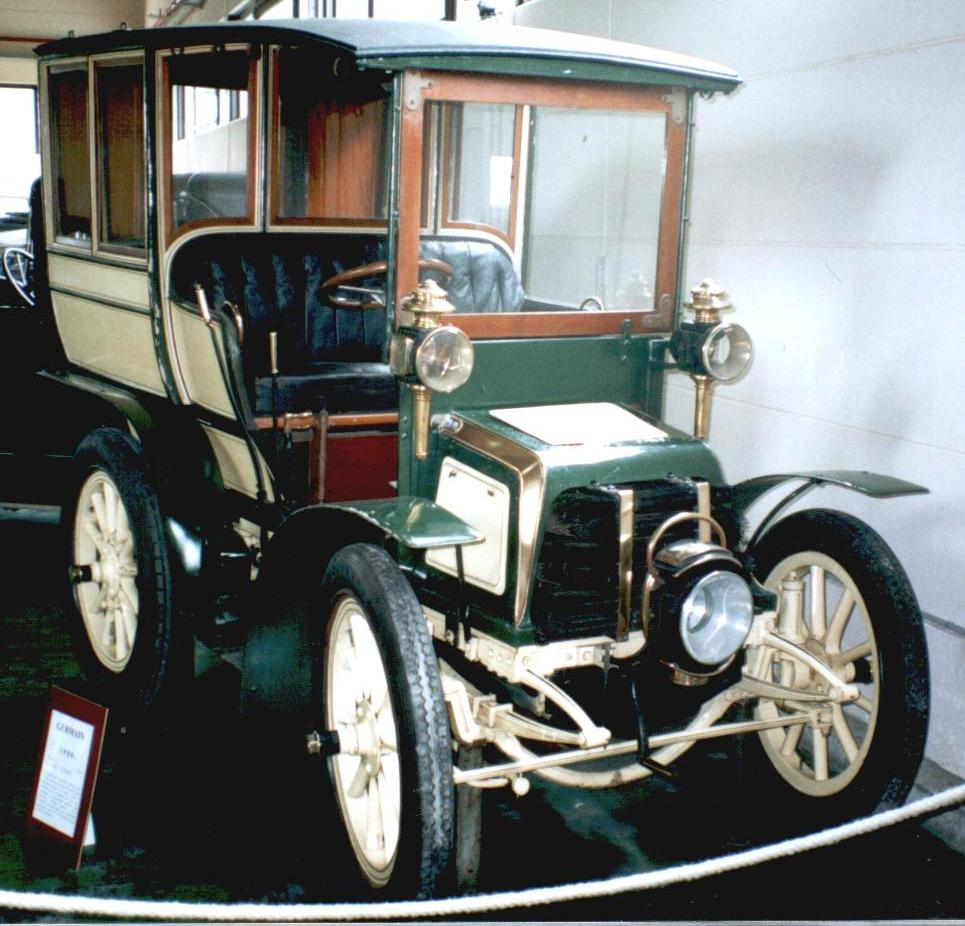
Germain 6 CV von 1900

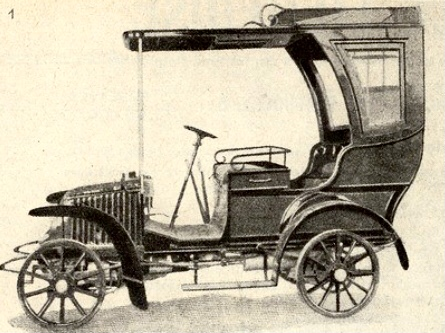
Germain von 1903

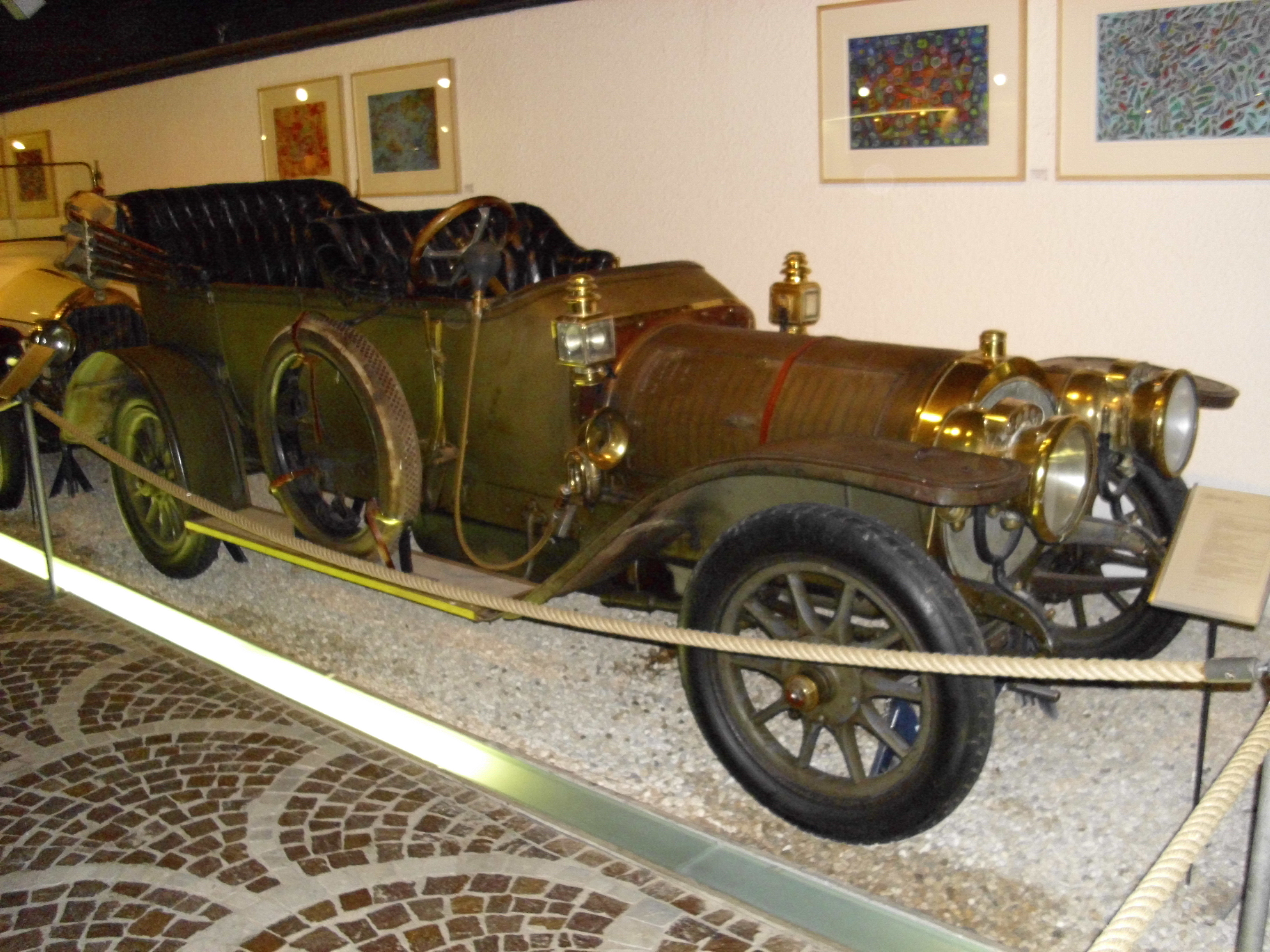
Germain von 1909

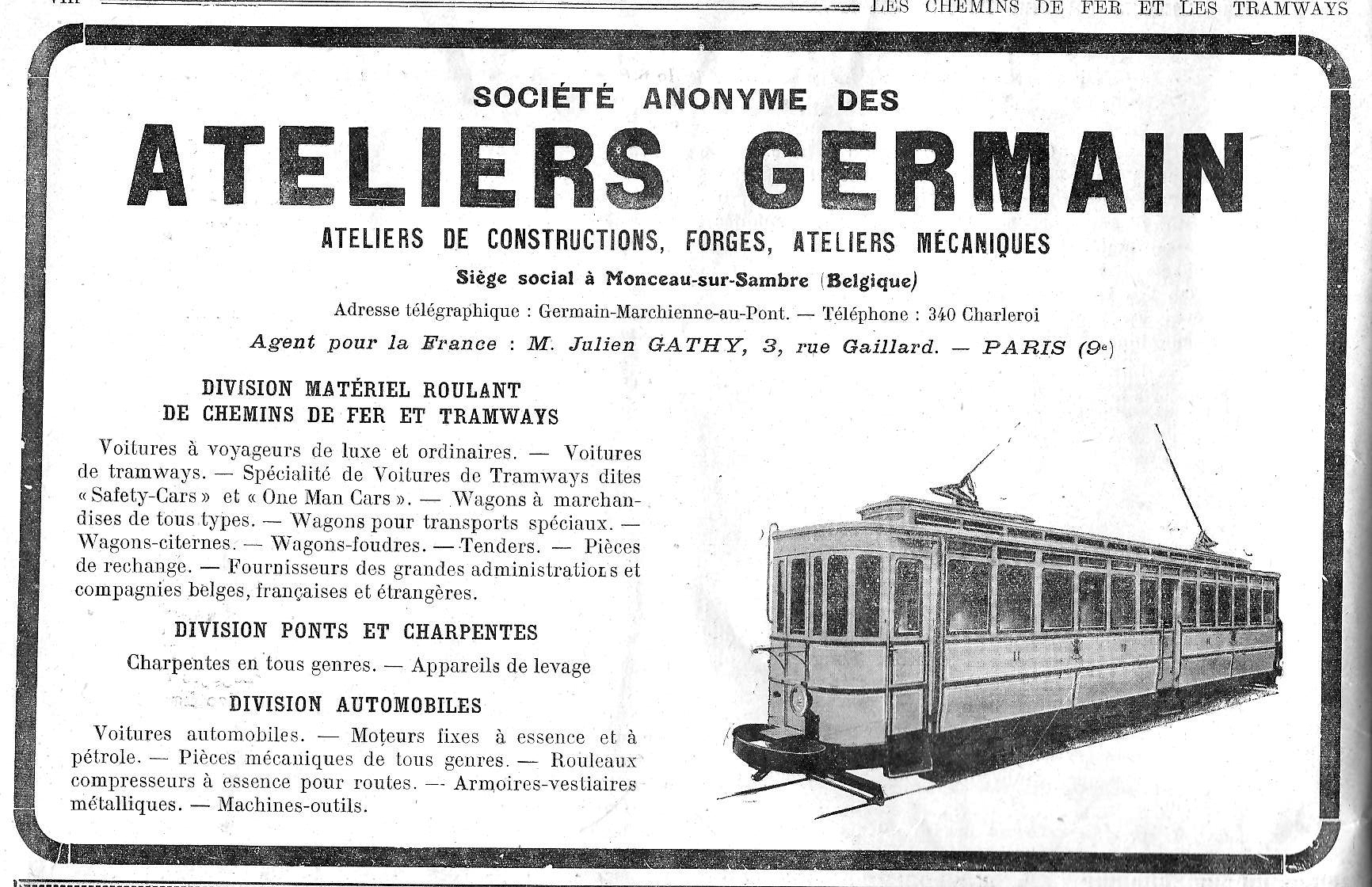
Werbeanzeige von 1927

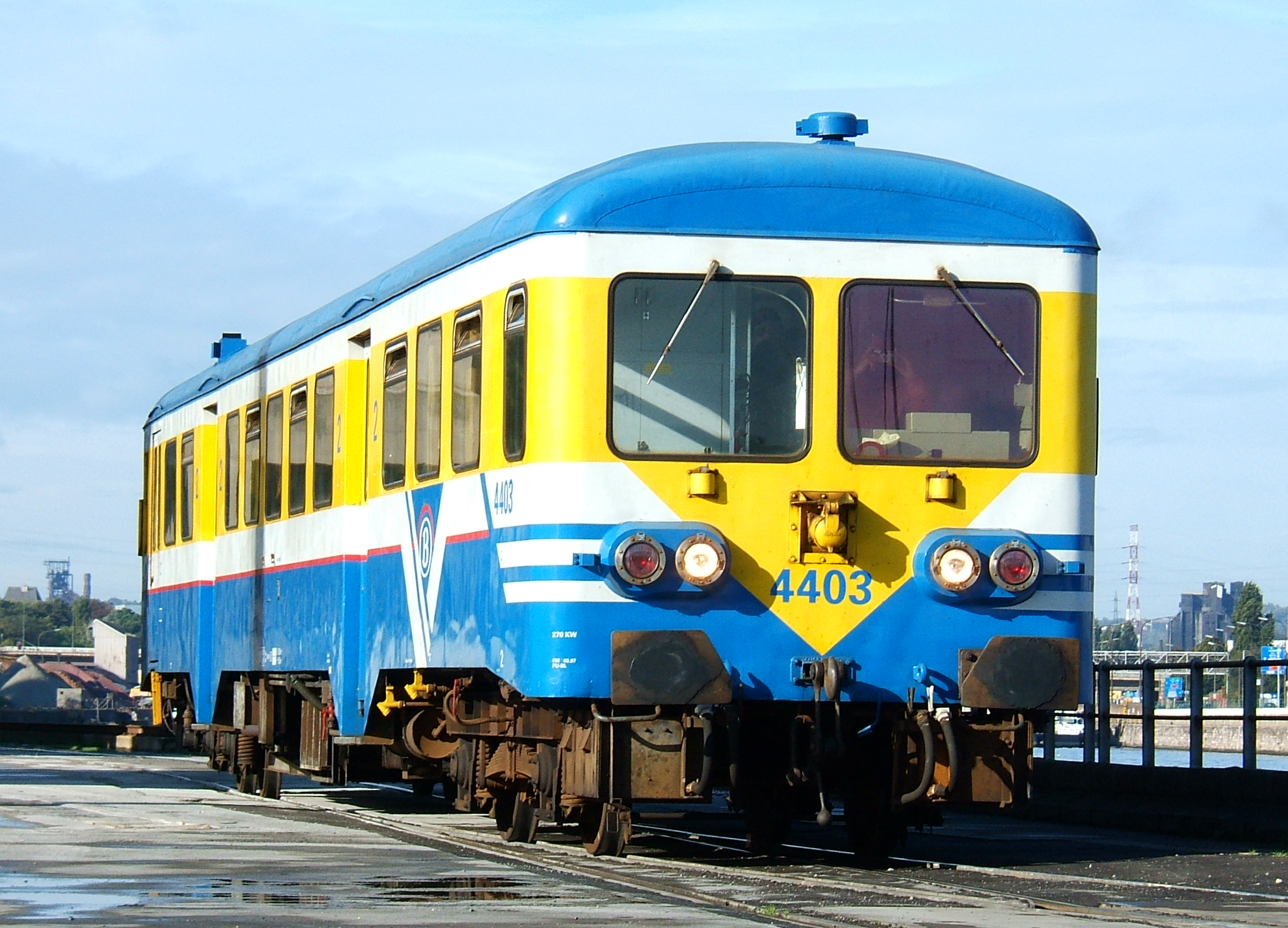
Triebwagen der Reihe 604 von 1954

Die Société Anonyme des Ateliers Germain war ein Hersteller von Automobilen und Schienenfahrzeugen aus Monceau-sur-Sambre in Belgien. Der Markenname lautete Germain.

## Unternehmensgeschichte
Das Unternehmen entstand im Oktober 1897. Die Produktion von Automobilen begann 1898. Anfangs wurden Fahrzeuge nach Art und mit Hilfe von Daimler und Panhard & Levassor produziert. 1902 kamen Lastkraftwagen und Omnibusse dazu. 1914 endete die Fahrzeugproduktion zunächst.
Nach dem Ende des Ersten Weltkriegs entstanden nur noch einzelne Pkw, die aber nicht in Serienproduktion gingen. Das Unternehmen konzentrierte sich auf Straßenbahnen und normalspurige Triebwagen. 1936 und 1937 entstanden wieder ein paar Lkw.
Noch 1954 und 1955 wurden an die Nationale Gesellschaft der Belgischen Eisenbahnen insgesamt 20 Verbrennungstriebwagen der Reihe 604/605 ausgeliefert.
1964 kam es zur Fusion mit der Sociéte Anglo-Franco-Belge de la Croyère zur Anglo-Germain.

## Pkw
| Modell                      | Bauzeit   | Zylinder | Hubraum cm³   | Text |
| --------------------------- | --------- | -------- | ------------- | --- |
| 6 CV                        | 1898–1902 | 2        |               | auch Panhard-Belge oder Daimler-Belge genannt, Basis Panhard & Levassor, Motor vom Daimler Phoenix, zwei Exemplare stehen in den Automuseen in Brüssel und Reninge |
| Elan                        | 1898–1900 |          |               | Lizenz Elan |
| 12 CV                       | 1900–1902 | 4        |               | |
| 8 CV                        | 1901–1902 | 2        |               | |
| Zweizylinder Lizenz Renault | 1902–1903 | 2        |               | Lizenz Renault |
| Vierzylinder Lizenz Renault | 1902–1903 | 4        |               | Lizenz Renault |
| 7,5 HP                      | 1902–1903 |          |               | Basis Panhard & Levassor |
| 10 HP                       | 1902–1903 |          |               | Basis Panhard & Levassor |
| 15 HP                       | 1902–1903 |          |               | Basis Panhard & Levassor |
| 20 HP                       | 1902–1903 |          |               | Basis Panhard & Levassor |
| 16/22 CV                    | 1903–1905 | 4        | 3686          | auch Standard genannt |
| 24/32 CV                    | 1903–1905 | 4        | 5401          | auch Standard genannt |
| 35/45 CV                    | 1903–1905 | 4        | 9852          | auch Standard genannt |
| Chainless 14/20 HP          | 1905–1914 | 4        | 2925          | anfangs Chainless 14/20 HP, ab 1909 Chainless 14/20 Type C-92 |
| Chainless 18/22 Type C-102  | 1905–1914 | 4        | 3595          | |
| Chainless 28/35 Type D      | 1905–1914 | 4        | 5881          | |
| Chainless 70/80 Type KB     | 1905–1914 | 4        | 12.453        | |
| Chainless 28/35 Type KC     | 1905–1914 | 4        | 5881          | Chassis vom Chainless 18/22 Type C-102, Motor vom Chainless 28/35 Type D                                                                                           |
| 60 CV                       | 1907–1908 | 6        |               | erstes Sechszylindermodell |
| 16/20 Type L                | 1908–1910 | 6        | 3834          | Nachfolger des 60 CV |
| CL                          | 1909–1910 | 6        | 4387          | Chassis vom Chainless 14/20 Type C-92 mit Sechszylindermotor |
| CLD                         | 1909–1910 | 6        | 5393          | Chassis vom Chainless 28/35 Type D mit Sechszylindermotor |
| 15 CV                       | 1910–1914 | 4        | 2614 und 2815 | |
| 20 CV GCK                   | 1912–1914 |          |               | Schiebermotor von Daimler (England) |
| 26 CV SDK                   | 1912–1914 |          |               | Schiebermotor von Daimler (England) |

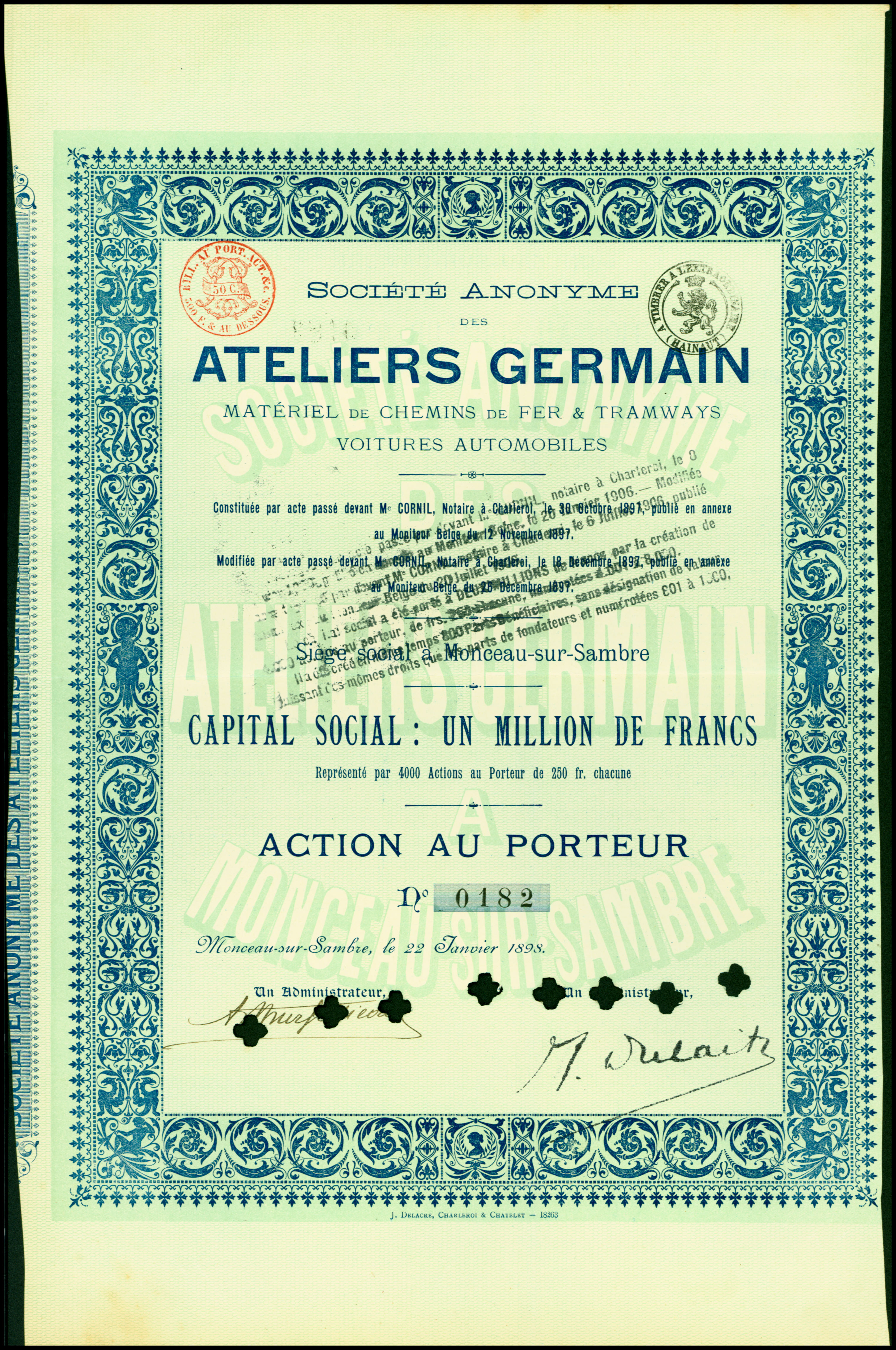
Aktie der Ateliers Germain vom 22. Januar 1898